# Wiktor Zaporoże
Wiktor Zaporoże (ukr. Футбольний клуб «Віктор» Запоріжжя, Futbolnyj Kłub "Wiktor" Zaporiżżia) – ukraiński klub piłkarski z siedzibą w Zaporożu. 
W latach 1993–1994 występował w ukraińskiej Przejściowej Lidze, a w 1994-2000 w Drugiej Lidze. 

## Historia
Chronologia nazw:
- 1992: Wiktor Zaporoże (ukr. «Віктор» Запоріжжя)
- 2000: klub rozwiązano

Drużyna piłkarska Wiktor została założona w mieście Zaporożu w 1992 roku przez miejscowego przedsiębiorcę Wiktora Oharenkę, nazywając klub swoim imieniem. Na początku lat 90. XX wieku Wiktor Oharenko kierował jedną z pierwszych prywatnych firm na Ukrainie - Ukrtorgstrojmateriały. Jedną z jej oddziałów kierował Ołeksandr Tomach, były piłkarz i trener. Podczas jednego ze wspólnych wyjazdów służbowych na Węgry Oharenko i Tomach spędzili wieczór w hotelu i podczas rozmowy doszli do wniosku, że kapitał ich firmy daje im możliwość zorganizowania własnego klubu piłkarskiego. Po powrocie na Ukrainę zaczęli realizować ten pomysł. Organizatorem zespołu został Tomach. Zaoferował stanowisko trenera Borisowi Stukałowowi. W celu wykorzystania infrastruktury Stowarzyszenia Sportowego "Spartak" do projektu przyłączył się jego lider Wołodymyr Łobanow.
Oharenko i Tomach zaprosili do klubu absolwentów SDJuSzOR Metałurh, do których dołączyli doświadczone wychowankowie futbolu zaporoskiego - Taras Hrebeniuk wrócił z Rosji, Maksym Tyszczenko i Wołodymyr Wanin z Dynama Kijów, Wałentyn Połtaweć z Szachtara Pawłohradu. Trener Boris Stukałow przywiózł też dwóch piłkarzy z Rosji. Po powrocie Stukałowa do Rosji trenerem klubu został Ołeksandr Tomach.
Początkowo pierwszy zespół występował w rozgrywkach mistrzostw oraz pucharu obwodu zaporoskiego, a młodzieżowe drużyny zdobywały doświadczenie w turniejach zagranicznych.
W następnym 1993 roku klub otrzymał status profesjonalny i od sezonu 1993/94 występował w Przejściowej Lidze. Po zajęciu trzeciego miejsca otrzymał awans do Drugiej Lihi. 
W sezonie 1994/95 główny klub miasta Metałurh Zaporoże miał złą połowę sezonu i był na skraju spadku. Ołeksandr Tomach został zaproszony na stanowisko głównego trenera i przeniesiony do Metałurha z Wiktora, zabierając ze sobą 10 zawodników pierwszej drużyny. Wiktor broniła już prawie sama młodzież, która nie potrafiła utrzymać poprzedni poziom gry i w rezultacie zespół zakończył sezon na 17.miejscu.
Klub spędził kolejne pięć lat w drugiej lidze, budując reputację mocnego średniaka, ale w sezonie 1999/00 wygrał tylko 3 mecze z 26, zajmując 14.miejsce i spadając z drugiej ligi.
Po spadku klub nie kontynuował występów i został rozwiązany.

## Sukcesy
- 6. miejsce w Drugiej Lidze (1 x):

1997/98

## Trenerzy
- 1992–06.1994:  Boris Stukałow
- 07.1994–06.1995:  Ołeksandr Tomach
- 07.1995–10.1995:  Wołodymyr Koczeharow
- 11.1995–12.1995:  Wiktor Łukaszenko
- 01.1996–06.1997:  Wałerij Bermudes
- 07.1997–06.2000:  Wołodymyr Koczeharow

## Prezesi
- 1992–06.1995:  Ołeksandr Tomach
- 07.1995–06.2000:  Wiktor Oharenko